# Narsinghgarh
Narsinghgarh fou un estat tributari protegit a l'Índia central, agència de Bhopal, amb els territoris en mig dels de l'estat de Rajgarh. La superfície era de 296 km². Estava a la comarca de Umatwara a Malwa, anomenada així pel clan Umat dels rajputs, al qual el sobirà de Narsinghgarh pertanyia; limitava al nord amb Indore, Khilchipur i Rajgarh, a l'est amb Maksudangarh i el Principat de Bhopal, a l'oest amb Dewas i Gwalior, i al sud amb Bhopal i Gwalior. La capital era Narsinghgarh (ciutat).
La població era de 112.427 habitants el 1881, 116.280 el 1891, 92.093 el 1901 (baixada a causa de la fam de 1899-1900) i 113.875 el 1931. El 90% eren hinduistes, el 5% animistes, el 4% musulmans i l'1% altres. La capital era Narsinghgarh (població el 1901 de 8.778 persones), i hi havia 461 pobles. La llengua habitual era el malavi o malwi, dialecte del rajasthani. Les castes principals eren rajputs, chamars, bramans i balais. El 53% vivien de l'agricultura i feines generals. Administrativament estava dividit en 4 tahsils: Narsinghgarh, Pachor, Khujner i Chhapera, cadascun governat per un tahsildar que era magistrat i recaptador. L'exèrcit el formava una força regular coneguda com a Umat Risala, amb 40 cavallers, que era la guàrdia del sobirà, i un nombre indeterminat de soldats d'infanteria (625 el 1880); els irregulars eren policies. Hi havia també 23 artillers i 1 canó.

## Història
El sobirà, igual que el de Rajgarh, era descendent de Dudaji, germà petit de Udaji de Rajgarh, que fou ministre del seu germà; el 1661 Rawat Mohan Singh va assolir la successió de Rajgarh sent menor d'edat i l'estat fou administrat pel seu cosí Diwan Ajab Singh de la branca de Dudawat, que fou succeït pel seu fill Paras Ram (una altra referència el fa fill de Chhatar Singh d'Umatwara). Aquesta situació va portar a conflictes entre el diwan i el rawat i el 1668 va esclatar la crisi que va portar a la divisió de l'estat entre les dues branques; la partició no va ser definitiva i els territoris no foren delimitats i un indivis sobre cada poble va existir de fet, però el 1681 els límits foren definits i Paras Ram, al rebre la seva part, va abandonar la seva residència que fins aleshores era a Patan i va fundar Narsinghgarh on es va establir, i que va rebre el nom de Shri Narsingh Bhagwan, la seva deïtat tutelar.
Al segle XVIII l'estat va caure en poder dels marathes i va haver de fer un acord amb els Holkar i pagar un tribut anal de 85.,000 rúpies (tribut anomenat Salim Shahi). El 1818 quan els britànics van organitzar Malwa sota Sir John Malcolm, es va arribar a un acord entre el governant de Narsinghgarh i els rages d'Indore, Dewas i Gwalior, garantint el pagament regular de la quantitat deguda als Holkar (Indore), 1200 rúpiues com tanka a Sindhia (Gwalior) i 5.102 rúpies a Dewas per arranjar certes reclamacions sobre les parganes de Shujalpur i Sarangpur. El 1819 Diwan Subhag Singh va ser declarat incapaç per malaltia, i l'administració fou traspassada al seu fill Chain Singh, que va tenir diferències amb l'oficial polític i va atacar a les forces britàniques a Sehore prop de Bhopal (ciutat), morint a la lluita (1824). Subhag Singh, que s'havia recuperat, va ser restaurat i el va succeir Hanwant Singh, que el 1872 va rebre el títol hereditari de raja i salutació d'onze canonades.
A la seva mort el 1873, els Holkar van demanar el pagament de la nazarana (drets de successió) al seu successor Pratap Singh però el govern britànic va rebutjar aquesta petició. El 1880 Pratap Singh va abolir els drets per pas de sal rebent a canvi una quantitat de 618 rúpies; el 1884 va abolir totes les taxes de trànsit excepte les d'opi, i va donar 58.000 rúpies per construcció d'una carretera de Biaore a Sehore. El va succeir el 1890 el seu oncle Mahtab Singh, que va morir jove i el va seguir Arjun Singh, escollit pels britànics, de la branca de thakurs de Bhathkhera.

## Llista de rages
- Raja Paras Ramji 1681-1695,
- Rawat Dalel Singhji 1695 (fill)
- Rawat Moti Singhji 1695-1751 (fill)
- Rawat Khuman Singhji 1751-1766 (fill?)
- Rawat Achal Singhji 1766-1795 (fill)
- Rawat Sobhagh Singhji 1795-1827 (fill)
  - Rajkumar Chain Singhji, administrador 1819-1824 (fill)
- Raja Hanwant Singhji 1827-1873 (adoptat per la rani)
- Raja Pratap Singhjihh 1873-1890 (net, fill de Rajkumar Bhawani Singhji que era fill de Hanwant)
- Raja Mehtab Singhjihh 1890-1895 (fill d'Hanwant Singh)
- Shri Huzur Raja Sir Arjun Singhji Sahib Bahadur 1895-1924 (designat)
- Shri Huzur Raja Sir Vikram Singhji Sahib Bahadur 1924-1948 (fill)

## Bandera
La bandera de l'estat era vermella amb l'Hanuman (deu mono) blanc mirant al pal al centre; prop del pal un punyal indi daurat amb la punta cap dalt; i prop del vol un sabre també daurat i amb la punta cap dalt.